# 文元溪
文元溪，原本是一條臺灣府城外的天然河流，現在河道已經隱匿於臺南市區，潛入地下。原為臺灣府城北門外的天然河流，發源於臺南臺地，自東向西，流經燕潭，向西流，注入德慶溪，另有一說，直接注入臺江。